# حريق شيكاغو العظيم
حريق شيكاغو العظيم هو حريقٌ اندلع في مدينة شيكاغو الأمريكية خلال الفترة من 8 إلى 10 أكتوبر 1871. أسفر الحريق عن مقتل ما يقرب من 300 شخص، ودمر ما يقرب من 3.3 ميل مربع (9 كم 2) من المدينة بما في ذلك أكثر من 17000 مبنى، وترك أكثر من 100،000 ساكن بلا مأوى. اندلع الحريق في حي جنوب غربي وسط المدينة. أدت فترة طويلة من الطقس الحار والجاف والرياح والبناء الخشبي السائد في المدينة إلى اندلاع الحريق. قفزت النيران إلى الفرع الجنوبي لنهر شيكاغو ودمرت الكثير من وسط شيكاغو ثم قفزت إلى الفرع الرئيسي للنهر، والتهمت الجانب الشمالي القريب.